# 성프란체스코 (영화)
성프란체스코(Fratello sole, sorella luna; Brother Sun, Sister Moon)는 영국에서 제작된 프랑코 제페렐리 감독의 1973년 드라마 영화이다. 그레이엄 포크너 등이 주연으로 출연하였고 루치아노 페루기아 등이 제작에 참여하였다.

## 출연

### 주연
- 그레이엄 포크너
- 주디 보우커
- 알렉 기네스

### 조연
- 레이 로우슨
- 케네스 크래넘
- 마이클 피스트
- 니콜라스 윌럿
- 발렌티나 코르테스
- 리 몬타규
- 존 샤프
- 아돌포 셀리
- 프란체스코 게리어리

## 제작진
- 미술: 로렌조 몬지아디노
- 미술: 지아니 콰란타